# Hormona liberadora de prolactina
El péptido liberador de prolactina PRP, hormona liberadora de prolactina PRH, producto del  gen PRLH, es un factor de liberación de la hormona prolactina.
La existencia de esta hormona es hipotética, dado que la prolactina es la única hormona conocida actualmente para la cual se conocen casi exclusivamente factores reguladores negativos (como la dopamina, el factor inhibidor de la leucemia, algunas prostaglandinas) pero pocos factores estimulantes.
Si bien muchos factores estimulantes de la prolactina son bien conocidos (como la hormona liberadora de tirotropina, la oxitocina, el péptido intestinal vasoactivo y el estrógeno), estos tienen funciones primarias distintas a la estimulación de la liberación de prolactina y la búsqueda de un factor o factores hipotéticos de liberación continúa.

## Historia
El descubrimiento del "péptido liberador" de prolactina se realizó de manera inversa, a partir del estudio de un receptor de membrana al cual no se le conocía péptido.

En 1998 el equipo de Hinuma aisló el ADN complementario que codificaba un receptor "huérfano" (es decir, un receptor para el que se desconocía el ligando). Este receptor hGR3, se expresaba específicamente en la pituitaria humana. Luego buscó el ligando que se unió al hGR3 en el hipotálamo y así identificó el nuevo péptido.
 
En 1998 Hinuma descubrió en el hipotálamo vacuno, un componente que estimulaba la liberación de ácido araquidónico, en las células que expresaban el receptor hGR3 acoplado a la proteína G huérfana. Este receptor también es conocido en el humano como GPR10. Inicialmente este componente estimulador fue promocionado como un factor liberador de prolactina.
El péptido liberador de prolactina PRLH identificado en 1998 era un candidato para esta función, sin embargo, en 2008 su función aún no estaba completamente dilucidada.

## Receptor de la hormona liberadora
El denominado Receptor del péptido liberador de prolactina (PrRPR) también conocido como receptor 10 acoplado a proteína G (GPR10) es una proteína que en humanos esta codificada por el gen PRLHR.